# Альтернативна освіта
Альтернативна освіта — узагальнюючий термін, який охоплює багато різних педагогічних підходів та є основою педагогіки, що використовується в культурі. Подібні альтернативи можна зустріти в рамках держави, враховуючи привілейовані чинники, та у незалежних школах, а також у домашніх умовах навчання. Більшість, але не всі з навчальних альтернатив наголошують на невеликій кількості учнів у класі, близьких відносинах між студентами та викладачами і почутті єдності.
Нормативно-правова база для створення такого виду освіти залежить від місцевого населення і визначає будь-які зобов'язання відповідати основним стандартам оцінювання.

## Термінологія
Альтернативні педагогічні підходи можуть включати в себе різні структури, такі як у відкритому класі, різні відносини між викладачем та студентом, як, наприклад, у Квейкерській і безкоштовних школах, та / або різні навчальні програми і методи навчання, як у школах Вальдорфа і Монтессорі. Синонімами до слова «альтернативний» в цьому контексті виступають «нетрадиційний», «незвичайний і «нестандартний». Викладачі альтернативної освіти використовують такі терміни, як «справжній», «цілісний» і «прогресивний».

## Історія, XVIII—XXI століття
Альтернативна освіта з'явилася у відповідь на створення стандартизованої та обов'язкової освіти впродовж останніх двох-трьох століть. Педагогами були Жан-Жак Руссо, швейцарський гуманіст Песталоцці; американські трансценденталісти Амос Бронсон Алкотт, Ральф Волдо Емерсон і Генрі Девід Торо; засновники прогресивної освіти Джон Дьюї і Френсіс Паркер та освітні першовідкривачі, такі як Фрідріх Фребель, Марія Монтессорі і Рудольф Штайнер вважали, що освіта повинна окультирювати та розвивати дитину на багатьох рівнях: не тільки інтелектуально, а й морально і духовно, емоційно та психологічно, і звісно фізично. Після Другої світової війни Лоріс Малагуцці (італ. Loris Malaguzzi) в Італії розробив і впроваджував альтернативний підхід до освіти у ранньому віці, відомий як «підхід Реджо Емілія».
Культурні критики, такі як Джон Колдуелл Холт, Пол Гудман, Фредерік Майєр і Джордж Денісон, дослідили освіту з індивідуалістських, анархістських, і лібертаріанських перспектив. Інші автори, від Пауло Фрейре до американських педагогів Герберта Колля і Джонатан Козолія, критикували основний напрямок Західної освіти з точки зору ліберальної і радикальної політики. Думка щодо підходу з метою задоволення інтересів і стилю навчання індивідуума підтримується дослідженням, яке свідчить про те, відповідальний учень є результативнішим, ніж відповідальний вчитель. Рон Міллер визначив п'ять загальних елементів для освітніх альтернатив:
1. Повага до особистості
2. Баланс
3. Децентралізація влади
4. Невтручання у політичні, економічні і культурні сфери життя суспільства
5. Цілісний світогляд.

У наш час, принаймні в деяких населених пунктах, юридичне право на надання освітніх альтернатив утвердилося разом з обов'язоком забезпечити освіту для дітей шкільного віку.

## Країни

### Канада
Освіта в Канаді підпадає під юрисдикцію провінційного уряду. Альтернативна освіта надається в деяких державних школах, таких як Школа Монтессорі в Маунав'ю, а також у приватних школах, таких як Школи Монтессорі у Торонто і Ванкуверська Школа Вальдорфа.

#### Походження
Альтернативна освіта в Канаді походить від двох філософських навчальних точок зору, Прогресивної і Лібертаріанської. Згідно з Левіним, у 2006 термін «альтернативний» був прийнятий частково, щоб відрізнити ці школи від приватних закладів освіти, де батьки-учень-учитель мали за перспективу «державні» школи, які передували їм (і від яких деякі з шкіл насправді розвивалися) і, для того, щоб підкреслити зобов'язання до оплати в рамках системи державних шкіл. Прогресивна традиція освіти робить акцент як на необхідності включення навчальної програми та викладання відповідно до етапів розвитку дитини і поступової інтеграції дитини в суспільство дорослих через заплановане експериментальне навчання. Стимулюючий вплив міг би надходити від філософа Джона Дьюї, США, від пост WW1 Нових шкіл у Великій Британії і Школи Штайнера / Вальдорфа в Європі. Лібертаріанська традиція фокусується на правах батьків і дітей з метою зробити їх власні освітні та життєві вибори. Як зазначив Левін, «Вона корениться у вірі, щоб відстояти свободу особистості і вроджену доброту дитину від інституційного та соціального конформізму і розтлінного впливу сучасного суспільства».

#### Види школи
У 1980-ті роки зміни спеціальних шкіл та / або програм для тих студентів, які відзначилися в академії, були майстерно виконані, або за допомогою програм, що зв'язують освіту з робочим місцем в кооперативній роботи. Це можна розглядати як природний розвиток освіти, щоб запропонувати варіанти і нерегламентувати один, який усім підходить. Більшість альтернативних середніх шкіл, які підпадають під державну юрисдикцію запропонували незалежні навчальні програми, програми базових навичок і створили міні-ліцеї з сумішшю традиційних і нетрадиційних курсів і шкіл мистецтв, на яких можна зосередитися. Вони також запропонували формувати менші класи, створювати більш тісні і неформальні відносини з вчителями і велику гнучкість у виборі курсів і розкладів. Новітня розробка у рамках альтернативної освіти в Канаді може слідувати рухові «Хартія школи», США. У США конкретні штати прийняли закони, які дозволяють їхнім відділам освіти або місцевим шкільним радам видавати «статути» безпосередньо окремих шкіл, які бажають працювати автономно. Альберта є першою провінцією, яка вже прийняли такий закон.

### Індія
З початку 20-го століття, педагоги обговорюють і реалізують альтернативні форми освіти, наприклад, Рабіндраната Тагора з університету Вісва-Бхараті, Шрі Ауробіндо з Міжнародного центру освіти Шрі Ауробіндо, шкіл Крішнамурті та школи Піпл Гров. Традиційне навчання в Індії залучає участь студентів, що проживають у гурукуласах, де вони отримають безкоштовне харчування, дах над головою і освіту від гуру («вчителя» з санскриту). Успішність була заснована на випробуваннях, даних гуру, і система була спрямована на виховання творчої особистості і розвиток учнів. Хоча основна освіта в Індії базується на системі, запропонованій лордом Томасом Бабінгтоном Маколеєм, кілька проектів спрямовані на оновлення давнішого методу. Деякі студенти в цих (і подібних) проектах проводять наукові дослідження у вивченні санскриту, вед, ведичної науки, аюрведи і йоги. Інші, після завершення своєї освіти в гурукуле, здобувають основну вищу освіту.

### Японія
Японська освіта є загальнонаціональною, стандартизованою системою при Міністерстві освіти. Єдині альтернативні варіанти були акредитовані, приватні школи з більшою свободою навчальних програм (у тому числі вибору підручника; державні школи обмежені затвердженням підручників урядом), методи викладання та найму керівних принципів. Майже всі приватні школи вимагають суперницький вступний іспит і плату за навчання, з наявністю декількох стипендій. Зацікавленість до альтернативної освіти була викликана в 1980-х у зв'язку з студентським насильством і знущаннями, шкільними відмовами, соціальним неспокійним безладдям і, в найгірших випадках, самогубством; бажання допомогти молодим людям йти в ногу з глобалізацією економіки є додатковим стимулом.
«Вільна школа» це термін, який використовується для опису некомерційної групи (або незалежної школу), яка спеціалізується на догляді та вихованні дітей, які відмовляються відвідувати стандартні шкіл. Перша демократична школа була заснована в 1985 році як притулок для дітей, які уникають шкільне середовище, і був створений ряд інших таких шкіл. У 1987 році була заснована перша з семи вальдорфських шкіл в Японії, і інші варіанти включають в себе зростаючий рух навчання вдома.
У 2003 році Японія представила спеціальні зони структурної реформи (構造改革特別区域), на основі політики Китайської Спеціальної Економічної Зони, які дозволяють відкривати державні акредитовані шкіл, що забезпечують альтернативну освіти. Два роки потому, перша така школа була заснована.
Незважаючи на високий рівень викладання в школах, деякі батьки відправляють своїх дітей у міжнародні школи щоб ті вільно освоїли іноземну мову (як правило, англійську). Хоча міжнародні школи не сертифіковані японським урядом, багато з них затверджуються їхньою рідною країною (США, Канада, Німеччина, Франція, Корея і Китай), а деякі пропонують програму Міжнародного бакалаврату.

### Об'єднане Королівство Великої Британії та Північної Ірландії
У 2003 році, у Великій Британії налічувалося близько 70 шкіл, які надавали освіту засновану на філософії, що відрізняється від головної течії педагогіки, і близько половини з яких є школами Штайнера-Вальдорфа. Школа Саммерхіл, створена А. С. Нілом в 1921 році, була першою демократичною школи; більшість з них з того часу закриті, за винятком школи Саммерхіла, Сенді школи, Парк школи та невеликої школи Ейкерс. Хоча такі школи донедавна були всі платні, введення державного фінансування вільних шкіл з 2011 року змінює освітні упорядкування. Поки тільки два із статутів «Вільних шкіл» пропонують увазі альтернативну освіту: Штайнерська академія у Фромі, Сомерсет, і Штайнерська академія у Херефорді.

### Сполучені Штати
Різноманітність навчальних альтернатив існує в початковій, середній та вищій освіті в трьох категоріях: школи вибору, незалежні школи і освіта, яка отримується вдома. Освітній документ департаменту США «Державне регулювання приватних шкіл» звітує за правовими вимогами, які застосовуються до K-12 приватних шкіл в кожній з держав, у тому числі до будь-яких вимог навчальних програм. У доповіді говориться, що він являє собою рекомендацію для державних і недержавних посадових осіб школи та державних політиків. Доповідь підтверджує, що до подібних ділянок освіти можна підходити по-різному.

#### Шкільний вибір
Альтернативні державні школи в США включають окремі школи, класи, програми і напівавтономні «школи в межах шкіл». Громадські варіанти вибору шкіл відкриті для всіх студентів, хоча деякі з них стоять у списках очікування. Серед них Статут школи, що поєднує особисті ініціативи і державне фінансування, і магнітні школи, які залучають студентів до конкретної програми (наприклад, виконавського мистецтва).

#### Незалежні школи
Незалежні, або приватні школи мають гнучкість у виборі персоналу та навчального підходу. Багатьма такими школами є школи Монтессорі і Вальдорфа (остання також відома як школа Штейнера, названа на честь свого засновника Рудольфа Штайнера). Інші незалежні школи включають демократичні або безкоштовні школи, такі як школа Клонлара, яка є однією з найстаріших, що постійно працює як альтернативна школа К-12 в країні, школи Садбері, відкриті класні школи, засновані на емпіричній освіті і школи, які використовують міжнародний навчальний план таких навчальних закладів, як школи Міжнародного бакалаврату та Круглої площі.

#### Навчання вдома
Сім'ї, які шукають альтернативні методи навчання з освітніх, філософських або релігійних причин, або якщо поруч освітніх альтернатив немає, можуть вибрати домашню освіту. Непровірена галузь не є навчальною, а підхід, заснований на інтересах, а не на навчальній програмі. Інші зараховуються в школи прикриття, які забезпечують навчальний план. Курси домашнього навчання дають студентам в поглиблену, особистісну уважність до будь-якої теми, якою вони займаються або над якою старанно працюють. Деякі сім'ї з навчанням на дому утворюють кооператив, де батьки з досвідом у цьому предметі можуть навчити дітей з численних родин, а їхні діти здобувають знання від інших батьків.

#### Самоосвіта
Самостійне дослідження визнається на всіх рівнях освіти, від «нешкільних» дітей до автодидактизму дорослих, і може реалізовуватися окремо від (або) традиційних форм освіти.